# Kálvin-ház (Eger)

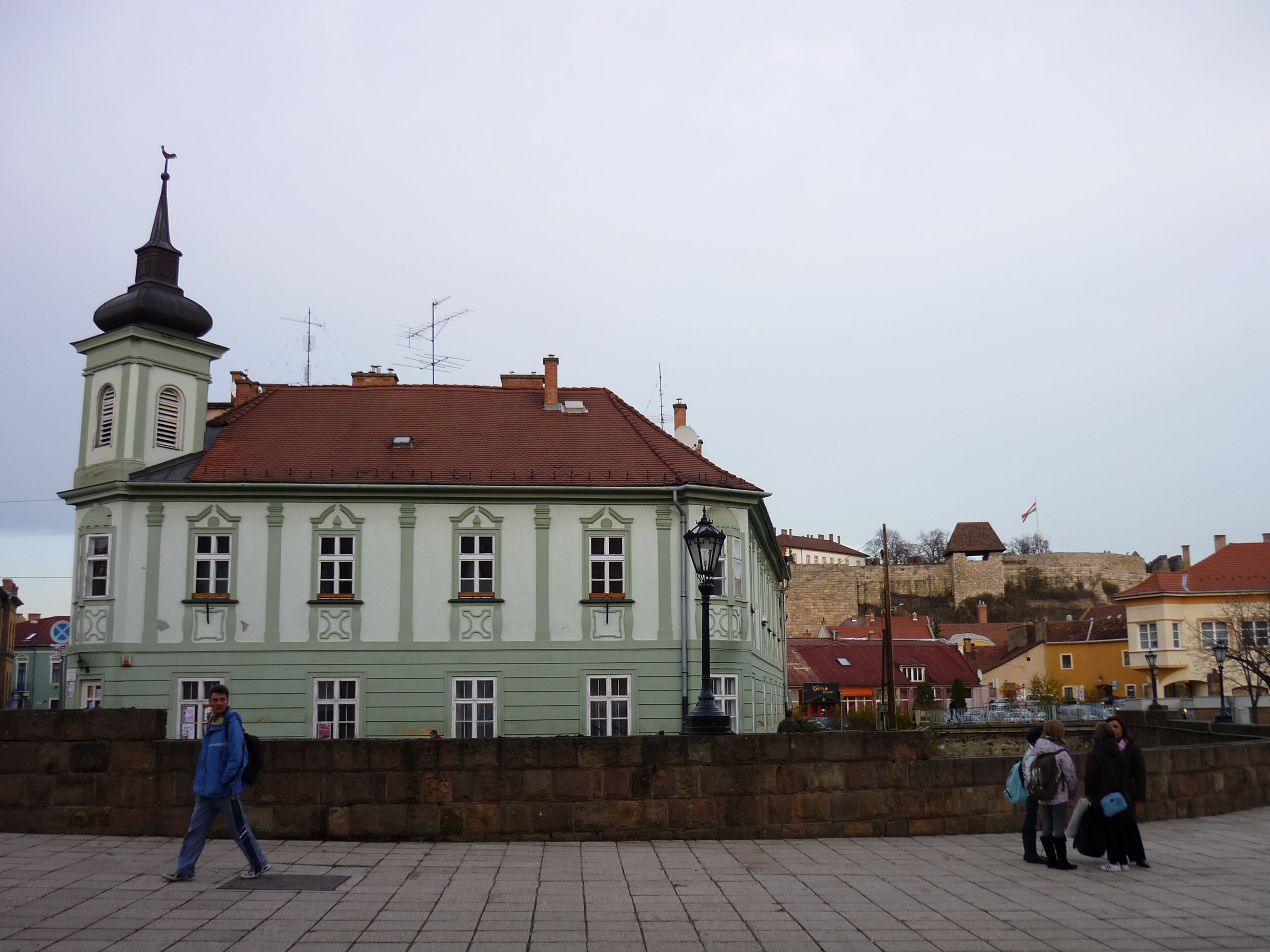
A Kálvin-ház az Eger-patak túlpartjáról

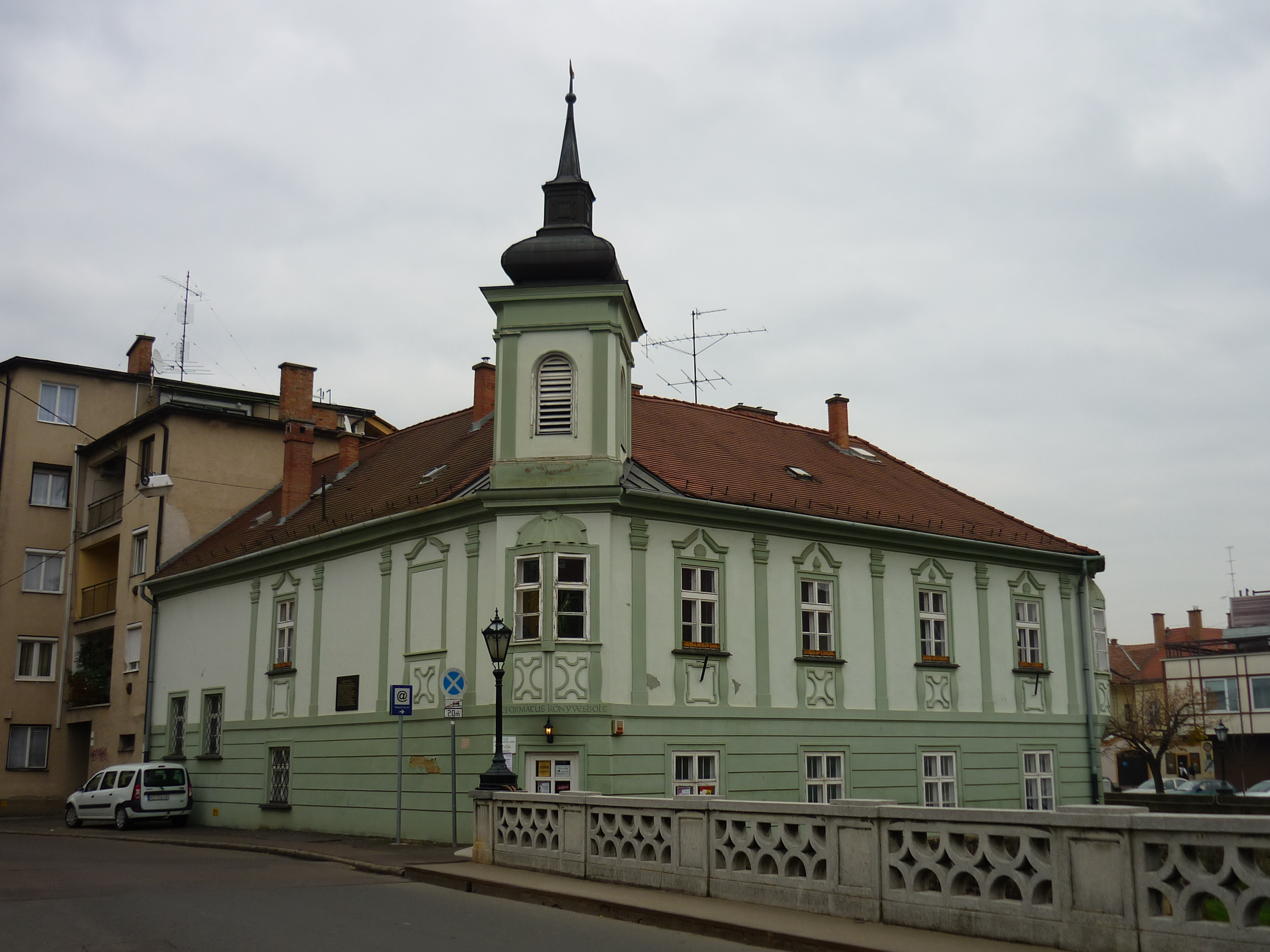
A Kálvin-ház az Eger-patak hídjáról

Az Eger belvárosában, az Eger-patak partján (Markhot Ferenc utca 2.; hrsz.: 5070) álló Kálvin-ház (korábban: Herner-ház) a város protestáns kulturális életének központja, ahhoz kapcsolódó intézményeinek székháza.

## Az épület
Az utca és a patak vonalára épített, csatlakozó beépítésű, U alaprajzú, egyemeletes barokk épület műemlék; törzsszáma 2008. Alaprajza egytraktusos, oldalfolyosós. A sarkok ferdén levágottak, a zárt erkély a sarkok emeletén kihasasodik. A földszinti helyiségek boltozatosak, az emeletiek síkfödémesek. A Markhot Ferenc utca felőli sarkán kis torony magasodik.

## Története
Első névadója Herner Ferenc volt, az egri püspök serfőzője, később a város főbírája. Ő 1725-ben szerezte meg a telket, és arra néhány éven belül földszintes házat építtetett. Az építész valószínűleg Giovanni Battista Carlone volt. Az emeletet még a 18. században építették rá, a tornyot pedig a 19. század második felében (valószínűleg 1862 után).
A török kiűzése után a város korábban virágzó protestáns közössége nem szerveződött újjá; a püspöki székvárosba szinte csak katolikusok települtek be. A protestáns közösség a környező falvakban buzgólkodó lelkipásztorok térítő munkájának eredményeként 1862-re erősödött meg annyira anyagilag, hogy megvehesse az akkor még Herner-háznak nevezett épületet. 1866-tól itt tartották istentiszteleteiket (bár saját lelkészük még nem volt) és a külön a leányoknak, az asszonyoknak, illetve a férfiaknak szervezett összejöveteleiket. Az épületet egyre több kulturális célra hasznosították:
- a nőegylet kezdeményezésére elemi iskolát nyitottak;
- énekkart szerveztek;
- diák színjátszó kört alakítottak;
- rendszeresen neves előadókat hívtak meg.

Miután 1930-ban felépült a református templom, a parókiát pedig egy örökölt belvárosi ingatlanba költöztették, a Herner-ház egyértelműen protestáns kulturális központtá vált.
Az épületet 1946-ban államosították, és lakóházzá alakították vissza. A református egyházközség csak egy 40 m²-es lakrészt bérelhetett, abban alakították meg a protestáns értelmiségieket összefogó Egri Károli Egyesületet és az egri cserkészcsapatot.
A házat a rendszerváltás és az egyházak kárpótlásáról rendelkező törvény elfogadása után hétéves pereskedéssel, 1997-ben szerezték vissza. A lakókat kiköltöztették. Az épületet felújították; egyebek közt egy 120 fő befogadására alkalmas termet alakítottak ki.

## Jelenlegi hasznosítása
- Itt működik a térség egyetlen egyházi könyvesboltja.

További intézmények:
- az egri Református lelkészi hivatal,
- az Egervölgyi Református Egyházmegye esperesi hivatala,
- a Magyarországi Református Egyház tudományos testülete, a 'Doktorok Kollégiumának főtitkári hivatala és
- az Egyházi Közművelődési Egyesület,
- az egri Golgota Keresztény Gyülekezet (az Aliansz Magyar Evangéliumi Szövetség tagja).
- Egri Belvárosi Keresztyén Testvérgyülekezet
- Kálvin-Ház Alapítvány